# 省港旗兵
《省港旗兵》是1984年上映的一部香港警匪片，由麥當雄執導及監製，為「省港旗兵系列」電影的首部作品。電影以當時肆虐香港大陸犯罪份子為題材，講述他們從中國大陸到香港抢劫杀人的故事，真實改編自國寶集團總裁朱國榮（原名朱子昭）於1980年犯下轟動一時的「南通銀行解款車劫殺案」。片中演員大多為新人或兼職，全片以寫實手法拍攝，內容相當暴力及震撼。電影取得成功後，開拍續集《省港旗兵2》、《省港旗兵3》和《省港旗兵4：地下通道》。
《省港旗兵》的成功影響不少日後的港產警匪片製作，結尾在九龍城寨的一場警匪槍戰實境拍攝，至今仍被視為經典。而「省港旗兵」一詞在華語圈亦深入民心，成為「跨境犯罪搶劫」的代名詞，專指由中國大陆去香港犯案的犯罪份子。
本片是麥當雄少數親自執導的電影，香港票房一千多萬港元。入圍第21屆金馬獎和第4屆香港電影金像獎總共十五項提名；最終榮獲金馬獎最佳導演、最佳剪輯，以及香港電影金像獎最佳男配角、最佳剪接四項大獎。在2005年，獲香港電影金像獎協會票選為「最佳華語片一百部」第六名；2011年，被香港康樂及文化事務署香港電影資料館選為「百部不可不看的香港電影」之一。

## 背景簡介
電影名稱「省港旗兵」是指当年从中國到英屬香港犯罪的退伍军人，「旗兵」指紅旗派中的紅衛兵，因劇中匪幫曾為紅衛兵。戲內經常出現之稱呼──「大圈仔」則指來自廣州的人；因之前中國出版之地圖將人口過百萬之特大城市以三個同心圓圈為標誌。另有說法指「大圈」其實是三合會暗語，意指「省城」，代表該黑社會的骨幹來自大陸。大陆於1979年刚刚打过中越战争，很多退伍军人擁有实战经验，但后来因种种原因去香港犯罪。
本片拍攝時正值中國大陸開始改革開放，香港的97前途問題亦正在浮現；電影顯露了中港兩地在此段時期在經濟、民生等發展程度的落差。

## 劇情
大東（林威 飾）是香港偷渡客，他是在文革時期曾參與廣州中山紀念堂武鬥的紅旗派紅衛兵，有真槍實彈的作戰經驗，因為多宗持械行劫被皇家香港警察通緝，於是乘直通車回廣州老家召集一班在文革時同為紅衛兵的「大圈仔」為同伴，打算偷渡往香港再打劫尖沙咀一家珠寶金行，並於行事後逃回中國大陸隱藏。大東的五名同鄉穿越荒山野嶺到達中港邊境，但被邊防人員發現，其中一人「打靶仔」（藍湘森 飾）因走避不及而被邊防人員開槍擊斃。眾人偷渡至香港後正欲下手，卻發現金行已被一名獨行賊搶先打劫並當場被捕，大東等人經過時被調查警員發現有可疑。雙方爆發槍戰，而眾人最終逃脫。
於是大東改變計劃，決定先留港數日然後再次下手。大東於是向原負責接贓的香港黑幫老大「阿泰」（沈威 飾）接洽，先借一筆款項供各人在香港花費。阿泰應許，但要眾人為他殺掉一個名為「肥狗」（劉珣麟 飾）的仇人。眾人得到金錢在香港燈紅酒綠數天，然後在太古城中心當眾將目標殺死。此時才赫然發現被殺的肥狗是警察。原來「阿泰」其實是「肥狗」的線人。阿泰一方面想除去肥狗，一方面暗中派人到現場錄下大東一幫人的行兇過程，想以此控制他們。大東等人找阿泰尋仇，阿泰發現大東等人極其凶悍，黑白二道俱無所懼，根本不可能受控。他想叫手下去幹掉大東一夥，但無人有勇氣，於是只好和警察合作。最終大東等人成功打劫金行，但與阿泰分贓時被出賣，阿泰暗地裡與警方通訊的無線電器材被「大圈仔」發現，此時埋伏的警察傾巢而出，陸空夾擊，「烏蠅頭」（方烈 飾）挾持阿泰作人質，警方向「大圈仔」開槍期間把阿泰當場射死，而「烏蠅頭」亦身中四槍，「大圈仔」以手榴彈突圍，在警方嚴加緝捕下逃到九龍城寨。「大圈仔」找了顏醫生（劉貴鍾 飾）為「烏蠅頭」求醫，顏醫生為「烏蠅頭」取出三顆子彈，而剩下一顆位於心臟附近的子彈由於缺乏設備而未能及時取出，致使「烏蠅頭」傷重不治。與此同時，顏夫人（周玲 飾）暗地裡報了警，警方遂掩至城寨展開緝捕行動。「大圈仔」與警察進行困獸鬥並發生激烈槍戰，其後竄回醫務所，被警方重重包圍，此時顏夫婦向大圈訛稱閣樓有通往聯合道的後門，藉把大圈關在閣樓，其後大圈揭穿顏太暗中報警一事而把她射殺，顏醫生遂將他們鎖在閣樓，然後步出現場，身中一槍後被警方帶走，剩下的匪幫全部成員均在警方的亂槍掃射中被擊斃。

## 演員

### 大圈匪幫
| 演員   | 角色           | 粵語配音 | 備註 |
| 林威   | 何耀東（大東） | 朱子聰   |      |
| 黃健   | 肥姑           |          |      |
| 江龍   | 八中           |          |      |
| 陳敬   | 生雞           |          |      |
| 方烈   | 烏蠅頭         |          |      |
| 藍湘森 | 打靶仔（本人） |          |      |

### 香港黑幫
| 演員           | 角色   | 粵語配音 | 備註                                        |
| 沈威           | 阿泰   | 盧雄     | 以本片獲得第4屆香港電影金像獎最佳男配角獎。 |
| 俞國雄         | 馬騮   | 陳永信   |                                             |
| 吳康寧（吳剛） | 刀片華 | 賈鳳梧   |                                             |

### 皇家香港警察
| 演員      | 角色     | 粵語配音 | 備註 |
| 吳海添    | 李警司   | 梁政平   |      |
| 劉珣麟    | 肥狗     | 金貴     |      |
| 黃光亮    | CID      | 張炳強   |      |
| Stire Sin | CID      |          |      |
| 吳約翰    | CID      |          |      |
| 林國斌    | 軍裝督察 | 張炳強   |      |

### 其他演員
| 演員   | 角色   | 粵語配音 | 備註 |
| 楊鳴   | 阿嫦   |          |      |
| 劉安琪 | Angel  | 盧素娟   |      |
| 王淑芬 | 山地妹 |          |      |
| 陳文其 | D.D.   |          |      |
| 陳惠芳 | Win    |          |      |
| 劉貴鍾 | 顏醫生 |          |      |
| 周玲   | 顏太   |          |      |

## 製作
導演麥當雄重視呈現電影真實感，片中飾演「阿泰」的沈威在佐敦道停車場拍攝一場被綁在車內的戲時，導演在没有事先告知的情況下淋汽油點火，沈威当时真实的驚恐掙扎被摄影机拍攝下來。車廂著火後，黑煙散佈整个停车场；直到鏡頭拍完後，工作人员才把沈威從車裡放出来，憤怒的沈威即时追打導演。麥當雄又為了捕捉路人的本能反應，而直接於人來人往的街道中拍攝抢劫银行的追逐戏，還曾試過為了拍攝劫犯場面前往青山道法庭，把法庭裡的人嚇呆，最後被帶上警局。另外，飾演匪幫的演員中，除了主角林威是邵氏電影公司的演員外，其他大部分演員均為真實的「大圈仔」。

## 經典對白
- 「得就牛扒，唔得就黃華[註 1]。」
- 「你哋一定要从思想上做好充分嘅准备。我哋要摞出當年攻打中山纪念堂，打垮主義兵嘅勁度，打、砸、搶，一kick搞掂佢，48小时来回。一返到广州，大家就食过世嘞。」
- 「我地今次係去發財，唔係發夢！」
- 「前面就是那大鵬灣。波濤洶湧澎湃。可是在我們面前，算得了什麼。一條小河分開兩個世界，令我心嚮往。只要你不畏那艱險，一定勝利渡過去。」
- 「哦大大百貨公司，乜都有得賣嗰間啊嘛。」
- 「我够知咯。礼拜日啊，一百蚊可以當一百二十五蚊使添喎。」
- “大家喺江湖上，未烧过黄纸都算係好兄弟，千祈唔好分‘桂枝仔’、‘大圈仔’，吓，最紧要係‘义气仔’，有钱两份使。”
- 「屙尿五蚊，屙屎十蚊。」
- “我係大圈仔，唔识ABCD，做事冇情趣，同你讲心你就当我係烂袋。你係乜嘢啊？你係烂番茄，係鸡仔饼！同我除衫！”

## 獎項
| 年份 | 頒獎典禮            | 獎項             | 獲提名 | 結果          |
| ---- | ------------------- | ---------------- | ------ | ------------- |
| 1984 | 第21屆金馬獎        | 最佳劇情片       |        | 提名          |
| 1984 | 第21屆金馬獎        | 最佳導演         | 麥當雄 | 獲獎          |
| 1984 | 第21屆金馬獎        | 最佳原著劇本     | 陳欣健 | 提名          |
| 1984 | 第21屆金馬獎        | 最佳攝影         | 古國華 | 提名          |
| 1984 | 第21屆金馬獎        | 最佳剪輯         | 張耀宗 | 獲獎          |
| 1984 | 第21屆金馬獎        | 最佳錄音         | 周少龍 | 提名          |
| 1985 | 第4屆香港電影金像獎 | 最佳電影         |        | 提名          |
| 1985 | 第4屆香港電影金像獎 | 最佳導演         | 麥當雄 | 提名          |
| 1985 | 第4屆香港電影金像獎 | 最佳劇本         | 陳欣健 | 提名          |
| 1985 | 第4屆香港電影金像獎 | 最佳男配角       | 沈威   | 獲獎          |
| 1985 | 第4屆香港電影金像獎 | 最佳新人         | 林威   | 提名          |
| 1985 | 第4屆香港電影金像獎 | 最佳攝影         | 古國華 | 提名          |
| 1985 | 第4屆香港電影金像獎 | 最佳剪接         | 張耀宗 | 獲獎          |
| 1985 | 第4屆香港電影金像獎 | 最佳武術動作指導 | 陳會毅 | 提名          |
| 1985 | 第4屆香港電影金像獎 | 最佳音樂         | 林慕德 | 提名          |
| 1985 | 第4屆香港電影金像獎 | 柯達榮譽大獎     |        | 獲獎          |
| 1985 | 第4屆香港電影金像獎 | 十大華語片       |        | 獲獎          |
| 2005 | 香港電影金像獎協會  | 最佳華語片一百部 |        | 獲獎 (第六名) |

## 電影分級
| 國家/地區 | 分級 |
| 葡萄牙    | M/16 |

## 電影歌曲
| 歌名         | 作曲   | 作詞   | 演唱   |
| ------------ | ------ | ------ | ------ |
| 《明星》     | 黃霑   | 黃霑   | 葉德嫻 |
| 《故鄉的雨》 | 遠藤實 | 鄭國江 | 薰妮   |

## 外部連結
- 香港影庫上《省港旗兵》的資料（繁體中文）
- 開眼電影網上《省港旗兵》的資料（繁體中文）
- 豆瓣电影上《省港旗兵》的資料 （简体中文）
- 时光网上《省港旗兵》的資料（简体中文）
- AllMovie上《省港旗兵》的资料（英文）
- 爛番茄上《省港旗兵》的資料（英文）
- 互联网电影数据库（IMDb）上《省港旗兵》的资料（英文）